# Juan Bautista Benlloch
 Juan Bautista Benlloch y Vivó  (Valencia, 29 de diciembre de 1864-Madrid, 14 de febrero de 1926) fue un prelado español de la Iglesia católica. Fue obispo de Urgel, cargo que implica el ser copríncipe de Andorra, y arzobispo de Burgos de 1919 hasta su muerte; fue creado cardenal en 1921.

## Biografía
Nacido en Valencia, Juan Benlloch estudió en el Seminario Conciliar Central de Valencia, donde cursó sus estudios eclesiásticos, culminándolos con el doctorado en Sagrada Teología y el doctorado en Derecho canónico. Fue ordenado sacerdote el 25 de febrero de 1888. Entonces fue nombrado profesor auxiliar de Humanidades y de Metafísica en el Seminario de Valencia, y coadjutor en Almácera. De 1893 a 1898, fue coadjutor de la parroquia de los Santos Juanes, de Valencia. A continuación, enseñó en el seminario de Segovia, donde fue también chantre de la catedral, provisor y vicario general (1899-1900), y vicario capitular (1900-1901).
El 16 de diciembre de 1901 fue nombrado administrador apostólico de  Solsona y  obispo titular de Hermopolis Maior. Recibió su consagración episcopal el 2 de febrero de 1902 de manos del obispo Jaime Cardona y Tur, siendo co-consagradores los obispos José Cadena y Eleta y Salvador Castellote y Pinazo, en Madrid. Benlloch más tarde fue nombrado  obispo de Urgel el 6 de diciembre de 1906, siendo el autor de la letra del himno nacional de Andorra. Durante su mandato Andorra entró en la Primera Guerra Mundial al lado de los Aliados, pero no fue incluida en el Tratado de Versalles, permaneciendo en estado de guerra hasta 1957. Coincidió con los presidentes Clément Armand Fallières y Raymond Poincaré como copríncipes.

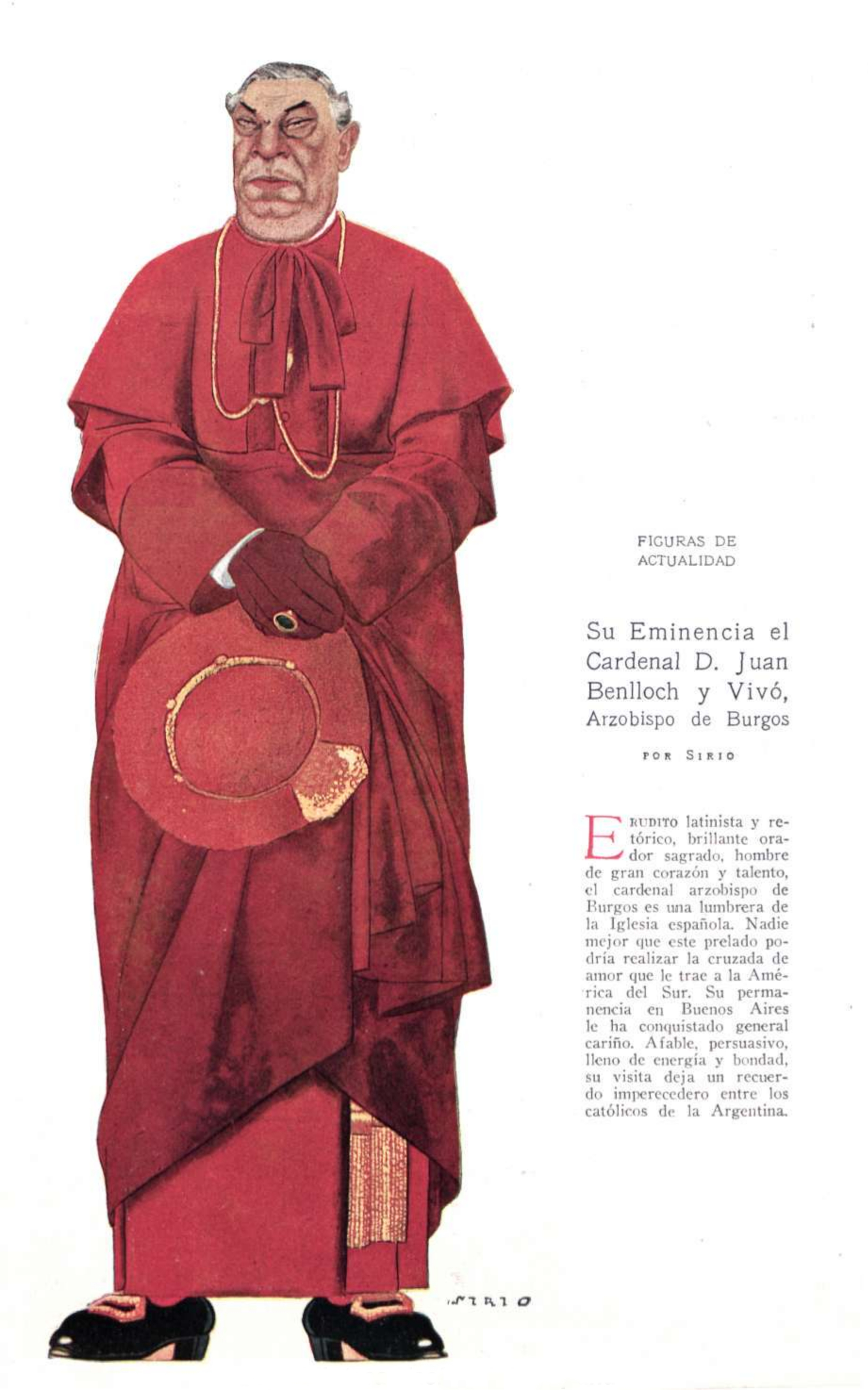
Retratado por Sirio en la revista Caras y Caretas (octubre de 1923)

El 7 de enero de 1919 fue nombrado arzobispo de Burgos, ciudad en la que convirtió el Colegio Eclesiástico de Ultramar y de Propaganda en el Seminario de San Francisco Javier para misioneros extranjeros. Benedicto XV lo creó cardenal presbítero de Santa María en Ara Coeli en el consistorio del 7 de marzo de 1921. Fue cardenal elector en el cónclave de 1922, que eligió a Pío XI. Fue enviado especial del Gobierno español en América Latina desde septiembre de 1923 a enero de 1924, siendo acompañado, entre otros, por el dominico Luis Urbano Lanaspa. Durante su estadía en Lima, fue nombrado socio honorario del distinguido Club Nacional.
Murió en Madrid, a la edad de sesenta y un años, a causa de un coma diabético. Su cadáver fue trasladado a Burgos, donde reposaron sus cenizas durante dos años, cuando fueron llevadas a Valencia por disposición testamentaria. Está enterrado a los pies de Nuestra Señora de los Desamparados, patrona de Valencia, conocida popularmente como la Geperudeta, en la Real Basílica de Nuestra Señora de los Desamparados de Valencia, desde el 3 de mayo de 1931. Fue senador por el arzobispado de Tarragona de 1907 a 1910, y por derecho propio de 1919 a 1923.

## Distinciones honoríficas

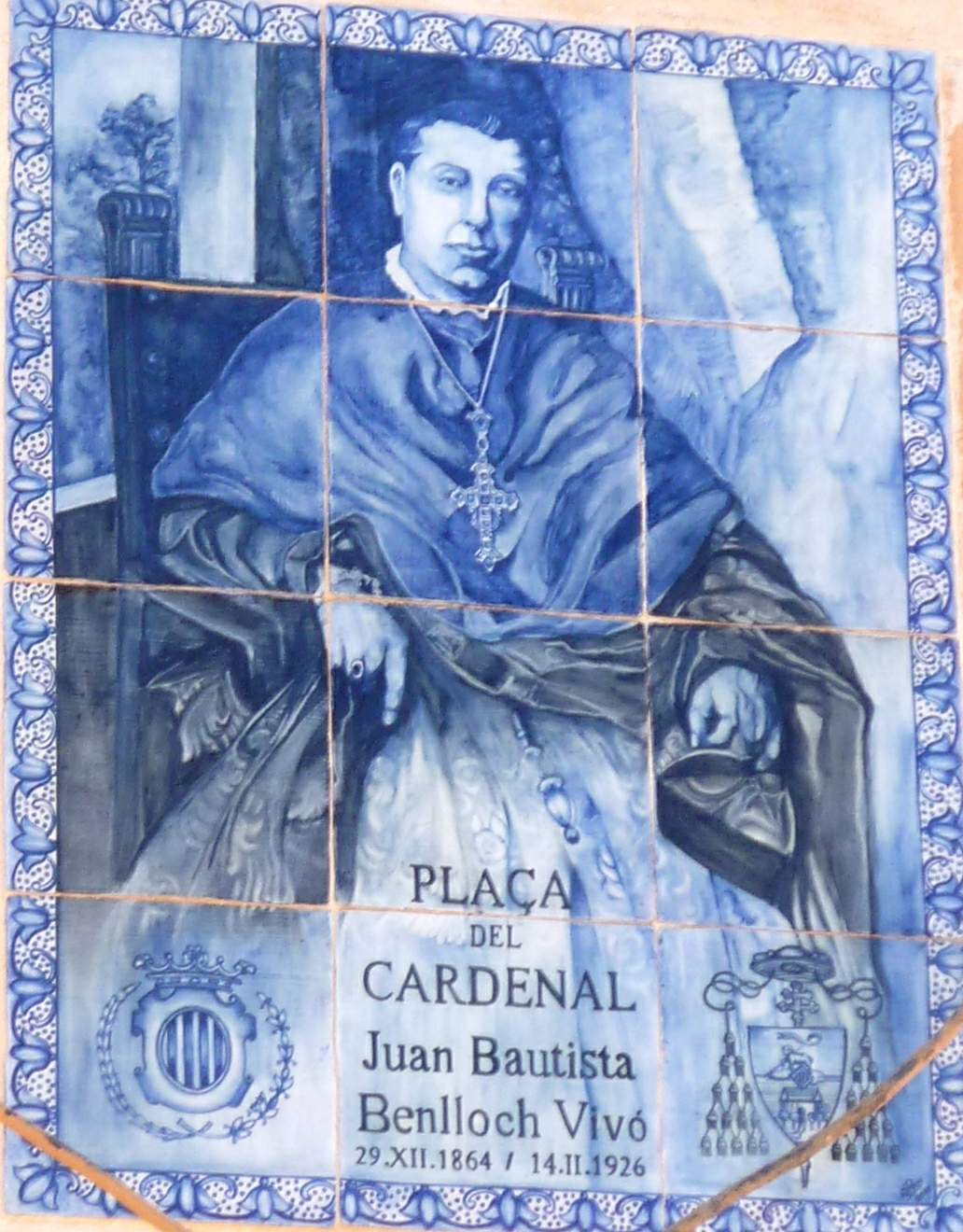
Retrato en azulejería del cardenal Benlloch en la iglesia de la Madre de Dios del Socorro de Benetúser, Valencia

Las singulares dotes que distinguían al cardenal Benlloch le hicieron poseedor de varias condecoraciones y especiales distinciones en España y en otras naciones extranjeras, entre las que pueden mencionarse:
- Medalla de Copríncipe del Principado de Andorra.
- Gran Cruz con Collar de la Orden del Santo Sepulcro de Jerusalén.
- Gran Cruz de la Orden de Carlos III.[6]
- Gran Cruz de la Orden del Mérito Militar con Distintivo Blanco.
- Gran Cruz de la Orden de la Cruz Roja Española.